# Liste der Burgen, Schlösser, Ansitze und wehrhaften Stätten in Villach
Diese Liste nennt die Burgen, Schlösser, Ansitze und wehrhaften Stätten in Villach in Kärnten.

## Erklärung zur Liste
- Name: Name der Anlage.
- Gemeinde: Zeigt an, in welcher Gemeinde das Gebäude steht.
- Lage: Zeigt die Geokoordinaten an.
- Typ: Es wird der Gebäudetyp angegeben, wie Burg, Festung, Schloss, Gutshof, Wehrkirche, Wallanlage.
- Geschichte: geschichtlicher Abriss
- Zustand: Beschreibung des heutigen Zustands bzw. der Verwendung.
- Bild: Zeigt wenn möglich ein Bild des Gebäudes an.
- Denkmalschutz: führt zum Eintrag in der Denkmalliste.

## Liste
| Name                                       | Gemeinde | Lage         | Typ                      | Geschichte | Zustand | Bild | Denkmalschutz |
| ------------------------------------------ | -------- | ------------ | ------------------------ | --- | --- | ---- | ------------- |
| Palais Crusiz                              | Villach  | Lage         | Palais                   | errichtet in der zweiten Hälfte des 16. Jahrhunderts. 1890 späthistoristische Fassade. seit 1960 Museum. | erhalten; als Museum genutzt. |      | 35049         |
| Herrenhaus der Della Grotta                | Villach  | Lage         | Herrenhaus               | im 15. Jahrhundert errichtet; im 18. Jahrhundert um Nordtrakt erweitert. | erhalten. |      | 98999         |
| Burgruine Federaun                         | Villach  | Lage         | Burg                     | Mitte 12. Jahrhundert erbaut; nach Erdbeben im 14. Jahrhundert wiederaufgebaut und um Vorburg erweitert. Verfall seit 2. Hälfte 17. Jahrhundert.                                                                                     | Ruine |      | 34689         |
| Vorwerk Federaun (Unterfederaun, Thurnegg) | Villach  | Lage         | Vorburg                  | 1311 erwähnt; zunächst 2 Türme, beide Ende 17. Jahrhundert noch bedacht. | Ruine eines Turms (bis um 1900 bewohnt) erhalten; der zweite ist abgekommen.                                                            |      | 34910         |
| Gewerkenhaus Federaun                      | Villach  | Lage         | Gewerkensitz             | im 17. Jahrhundert errichtet. | erhalten. Gasthof. |      | 99022         |
| Wallanlage Judendorfer Forst               | Villach  | Lage         | Wallanlage               | urgeschichtlich. | Wall erkennbar. |      | nein          |
| Khevenhüller Stadtpalais                   | Villach  | Lage         | Schloss                  | um 1500 errichtet; 1553 erweitert. 1679 nach Brand wiederhergestellt. Im Zweiten Weltkrieg zerstört, 1950 durch schlichten Nachkriegsbau über altem Kern ersetzt.                                                                    | weitgehend abgekommen; einzelne Dekorelemente in Nachfolgebau einbezogen.                                                               |      | 35051         |
| Burg Landskron                             | Villach  | Lage         | Burgb                    | erste Burg im 14. Jahrhundert errichtet, im 16. Jahrhundert abgebrannt. Dann Neubau; Blüte um 1600. nach Brand 1812 Verfall. im 20. Jahrhundert teils restauriert.                                                                   | Ruine, teils restauriert. |      | 35131         |
| Gerichtsgebäude Herrschaft Landskron       | Villach  | Lage         | herrschaftliches Gericht | errichtet zweite Hälfte 16. Jahrhunderts. | erhalten; wurde bis 2020 als Gasthaus genutzt; danach Ab-Hof-Verkauf für regionale Produkte.                                            |      | nein          |
| Wehrkirche Maria Gail                      | Villach  | Lage         | Wehrkirche               | ursprünglich romanische Kirche um 1450 ausgebaut. 1486 von Türken zerstört. | Kirche umgebaut erhalten; Wehranlagen abgekommen.                                                                                       |      | 62468         |
| Schloss Mörtenegg (Dinzlschloss)           | Villach  | Lage         | Schloss                  | Mitte des 16. Jahrhunderts errichtet; Fassade im 18. Jahrhundert umgestaltet. 1952 restauriert, um als Lehrlingsheim verwendet zu werden.                                                                                            | erhalten; als städtisches Kulturamt verwendet.                                                                                          |      | 35035         |
| Kastell St. Martin                         | Villach  | ungef. Lage  | Befestigung              | römisches Kastell | Kohla erwähnt Wall und Graben |      | nein          |
| Oberfederaun                               | Villach  | ungef. Lage  | Befestigung              | Außenwerk von Burg Federaun? | Erdbefestigungsreste |      | nein          |
| Oswaldiberg                                | Villach  | Lage         | Befestigung              | urgeschichtlicher befestigter Siedlungsplatz? | |      | nein          |
| Hof See-Eck                                | Villach  | ungef. Lage? | Gutshof                  | im 16. Jahrhundert erbaut; Anfang 18. Jahrhundert im Verfall. | verschollen |      | nein          |
| Tscheltschnigkogel                         | Villach  | Lage         | Befestigte Höhensiedlung | spätantike befestigte Höhensiedlung; doch auch urgeschichtliche und römische Funde. | |      | 131413        |
| Burg Villach                               | Villach  | Lage         | Burg                     | Burg im 11. Jahrhundert errichtet, im 12. Jahrhundert ausgebaut, heutiger Bau im Wesentlichen aus 16. Jahrhundert; Umbau im 17. Jahrhundert und nach Zweitem Weltkrieg.                                                              | wesentlich umgebaut erhalten |      | 63564         |
| Stadtbefestigung Villach                   | Villach  | Lage         | Stadtbefestigung         | Stadtmauer schon 1233 erwähnt; im 15. Jahrhundert ausgebaut (Ringmauer, Graben, Tortürme, Geschütztürme), mit Brückenkopf links der Drau; in Franzosenkriegen teils zerstört, dann 1810 Mauern abgetragen; Tortürme 1885 abgetragen. | Reste von Mauer (Lederergasse 32), Eckturm (bei Burg) und runder Turm (Schanzgasse 3) erhalten; Rekonstruktion im Hof des Stadtmuseums. |      | 35038         |
| Wauberg                                    | Villach  | Lage         | Burg                     | urgeschichtliche Höhensiedlung; hochmittelalterliche Burg. ab 2015 Ausgrabungen. | Befestigungsspuren; Ausgrabungen. |      | 131350        |
| Schloss Werthenau                          | Villach  | Lage         | Schloss                  | um 1625 Gutshof errichtet; im 18. Jahrhundert ausgebaut. | erhalten |      | 35040         |

## Bemerkungen
1. ↑  H. Wiessner, M. Vyoral-Tschapka: Burgen und Schlösser in Kärnten. Hermagor – Spittal – Villach. 2. erw. Auflage. Birken, Wien 1986, S. 185 f.
2. ↑  H. Wiessner, M. Vyoral-Tschapka: Burgen und Schlösser in Kärnten. Hermagor – Spittal – Villach. 2. erw. Auflage. Birken, Wien 1986, S. 187 f.
3. ↑  H. Wiessner, M. Vyoral-Tschapka: Burgen und Schlösser in Kärnten. Hermagor – Spittal – Villach. 2. erw. Auflage. Birken, Wien 1986, S. 187 f.
4. ↑  H. Wiessner, M. Vyoral-Tschapka: Burgen und Schlösser in Kärnten. Hermagor – Spittal – Villach. 2. erw. Auflage. Birken, Wien 1986, S. 188 f.
5. ↑  H. Wiessner, M. Vyoral-Tschapka: Burgen und Schlösser in Kärnten. Hermagor – Spittal – Villach. 2. erw. Auflage. Birken, Wien 1986, S. 184.
6. ↑  H. Wiessner, M. Vyoral-Tschapka: Burgen und Schlösser in Kärnten. Hermagor – Spittal – Villach. 2. erw. Auflage. Birken, Wien 1986, S. 190 ff.
7. ↑  H. Wiessner, M. Vyoral-Tschapka: Burgen und Schlösser in Kärnten. Hermagor – Spittal – Villach. 2. erw. Auflage. Birken, Wien 1986, S. 186 f.
8. ↑  Karl Kafka: Wehrkirchen Kärntens I. Birken-Verlag, Wien. 1971. S. 121 f.
9. ↑  H. Wiessner, M. Vyoral-Tschapka: Burgen und Schlösser in Kärnten. Hermagor – Spittal – Villach. 2. erw. Auflage. Birken, Wien 1986, S. 194 f.
10. ↑  in Seebach bei Villach.
11. ↑  H. Wiessner, M. Vyoral-Tschapka: Burgen und Schlösser in Kärnten. Hermagor – Spittal – Villach. 2. erw. Auflage. Birken, Wien 1986, S. 183 f.
12. ↑  H. Wiessner, M. Vyoral-Tschapka: Burgen und Schlösser in Kärnten. Hermagor – Spittal – Villach. 2. erw. Auflage. Birken, Wien 1986, S. 183 f.
13. ↑  H. Wiessner, M. Vyoral-Tschapka: Burgen und Schlösser in Kärnten. Hermagor – Spittal – Villach. 2. erw. Auflage. Birken, Wien 1986, S. 195 f.

- Karte mit allen Koordinaten:
- OSM |
- WikiMap